# Gmina Malmö
Gmina Malmö (nieformalnie miasto Malmö; szw. Malmö kommun lub Malmö stad) – gmina w Szwecji, w regionie administracyjnym (län) Skania. Siedzibą władz gminy (centralort) jest Malmö.

## Geografia

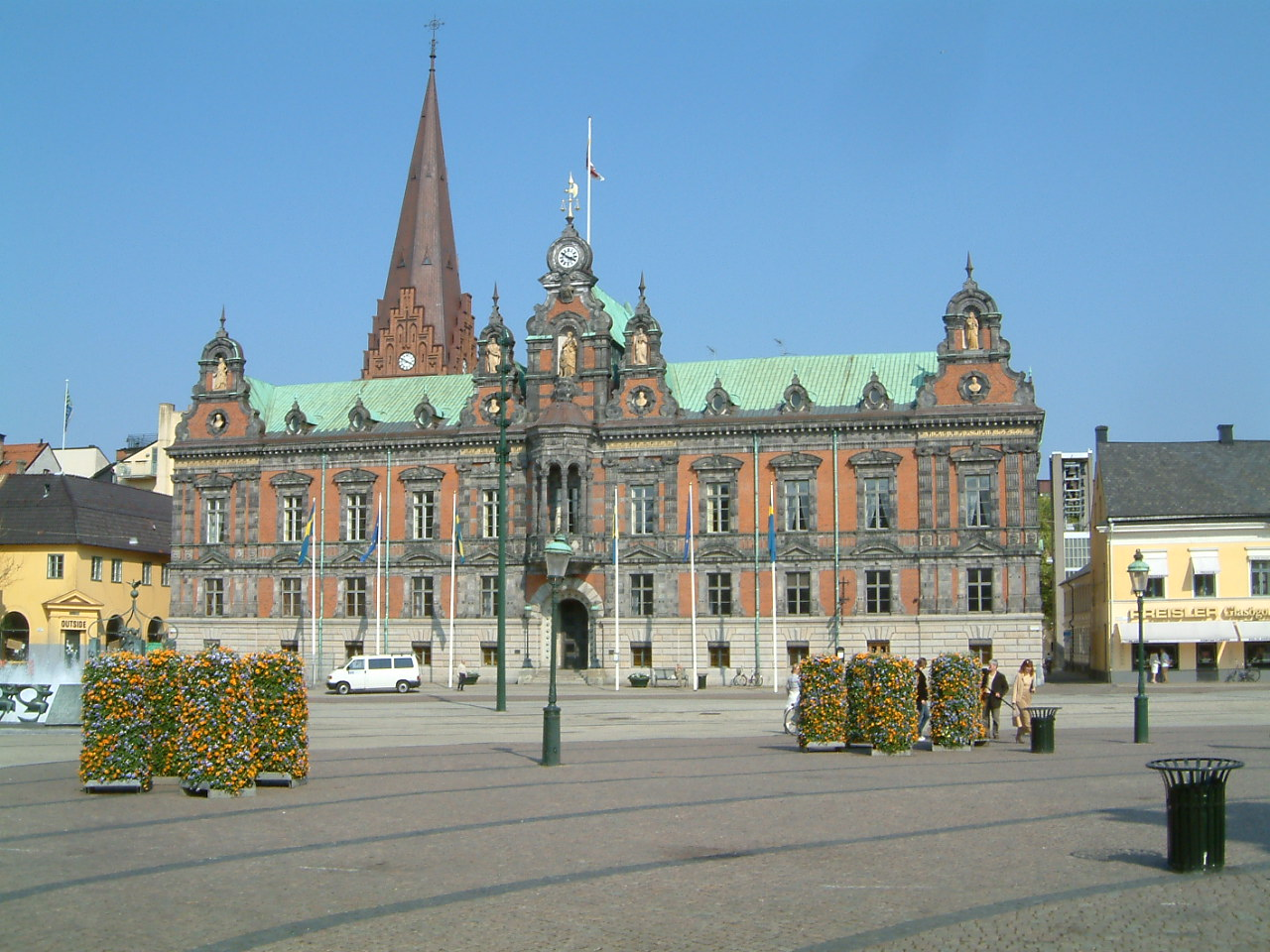
Ratusz miejski w Malmö

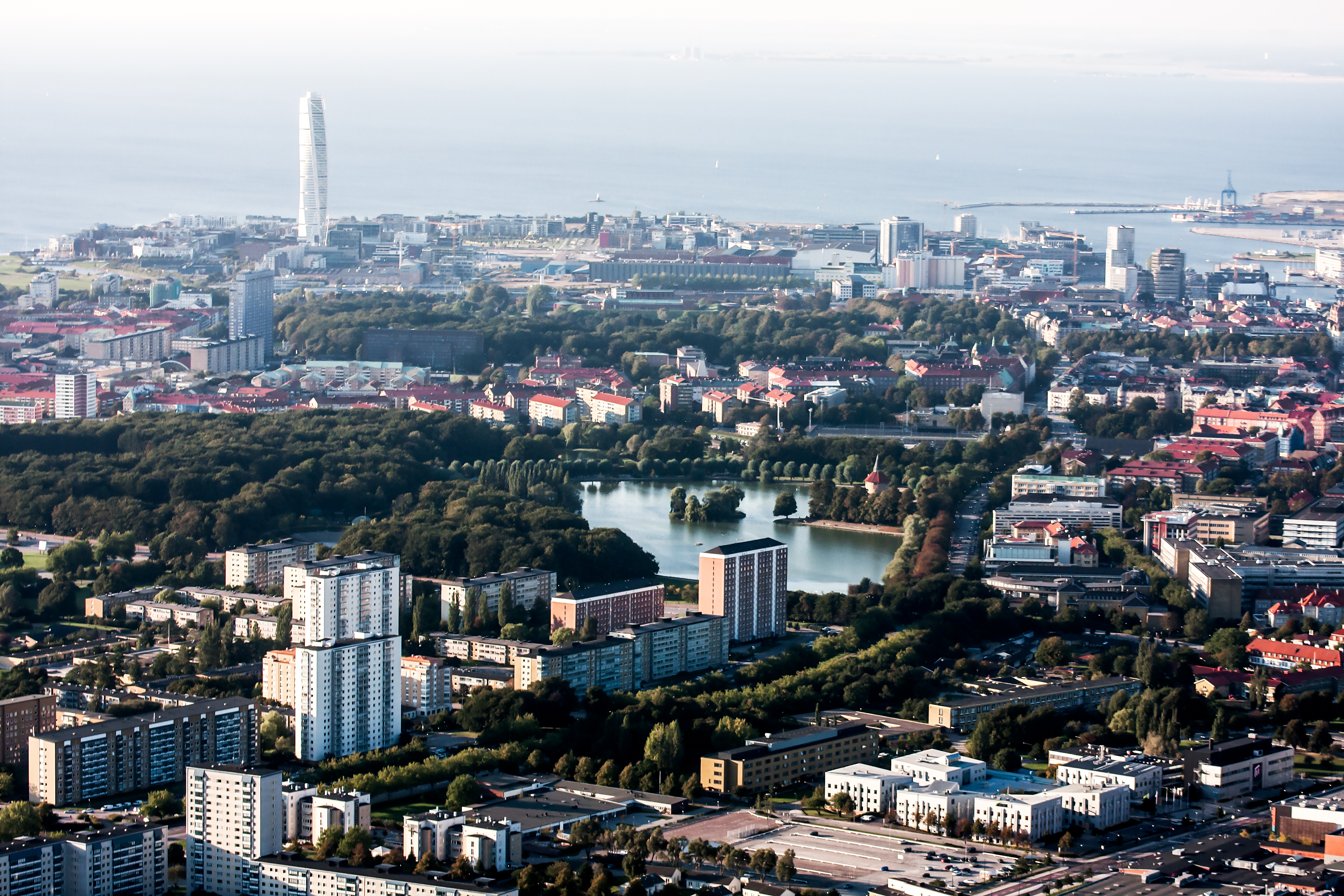
Zdjęcie lotnicze Malmö (2014)

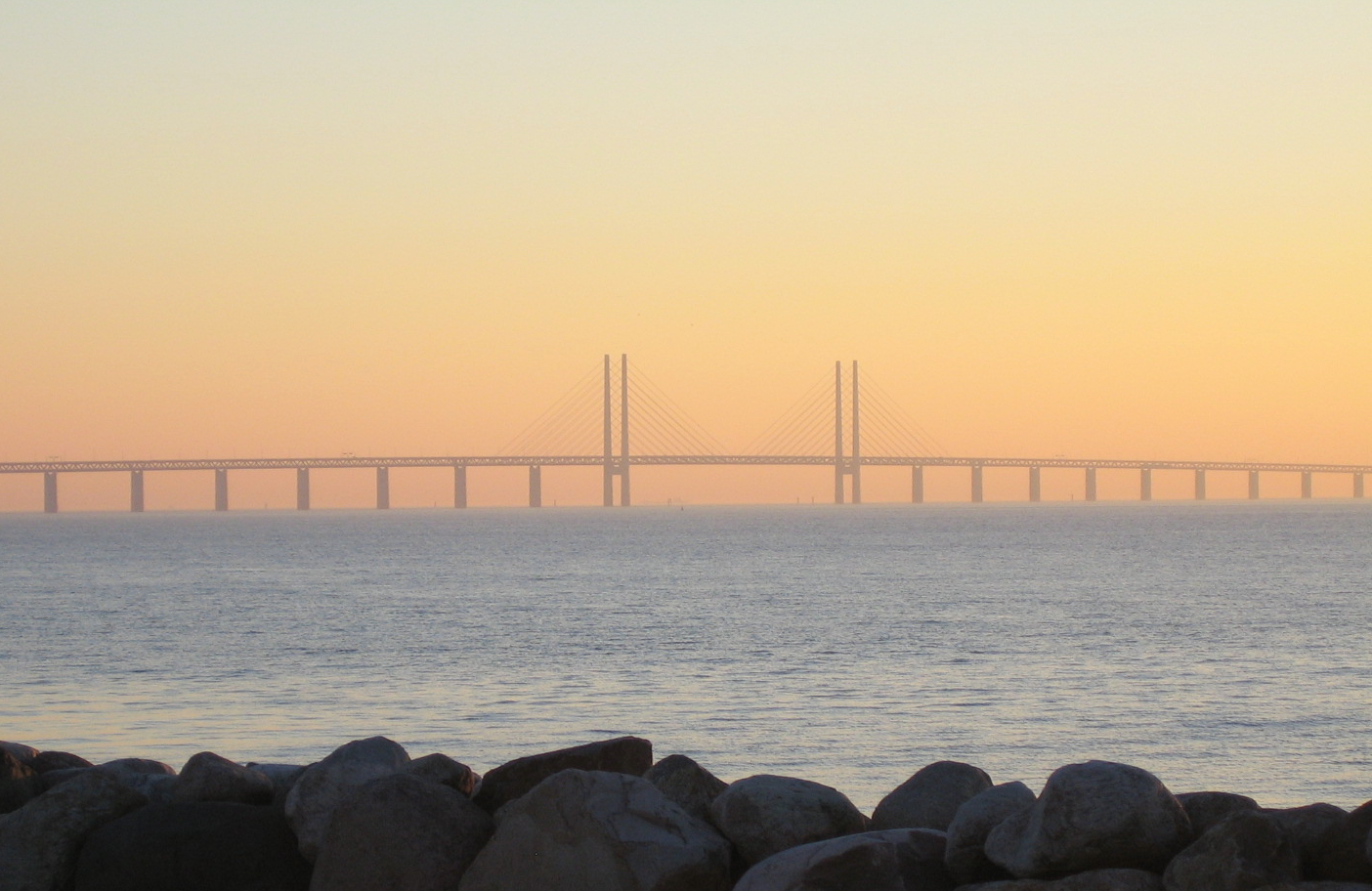
Most nad Öresundem

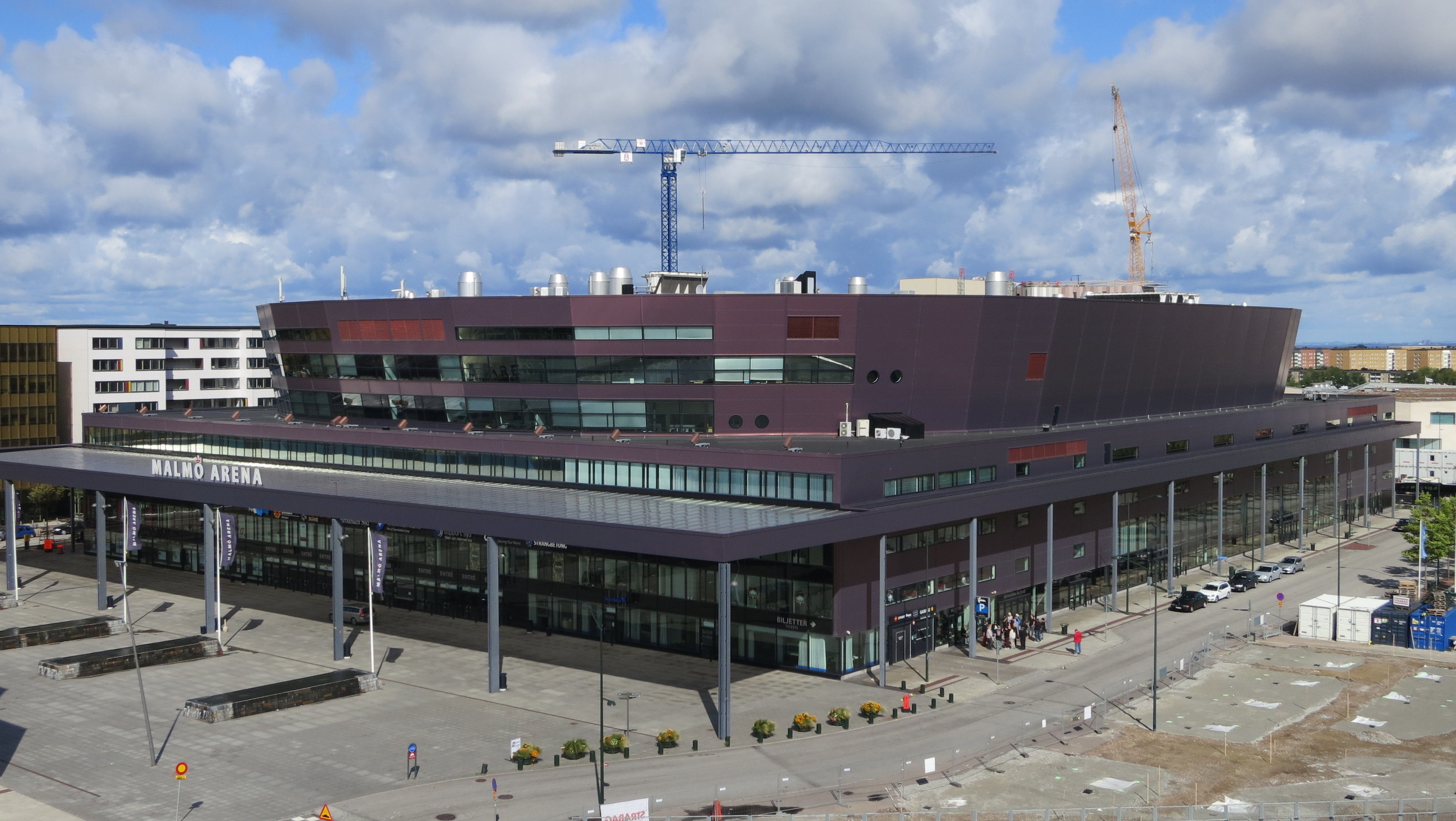
Malmö Arena (2014)

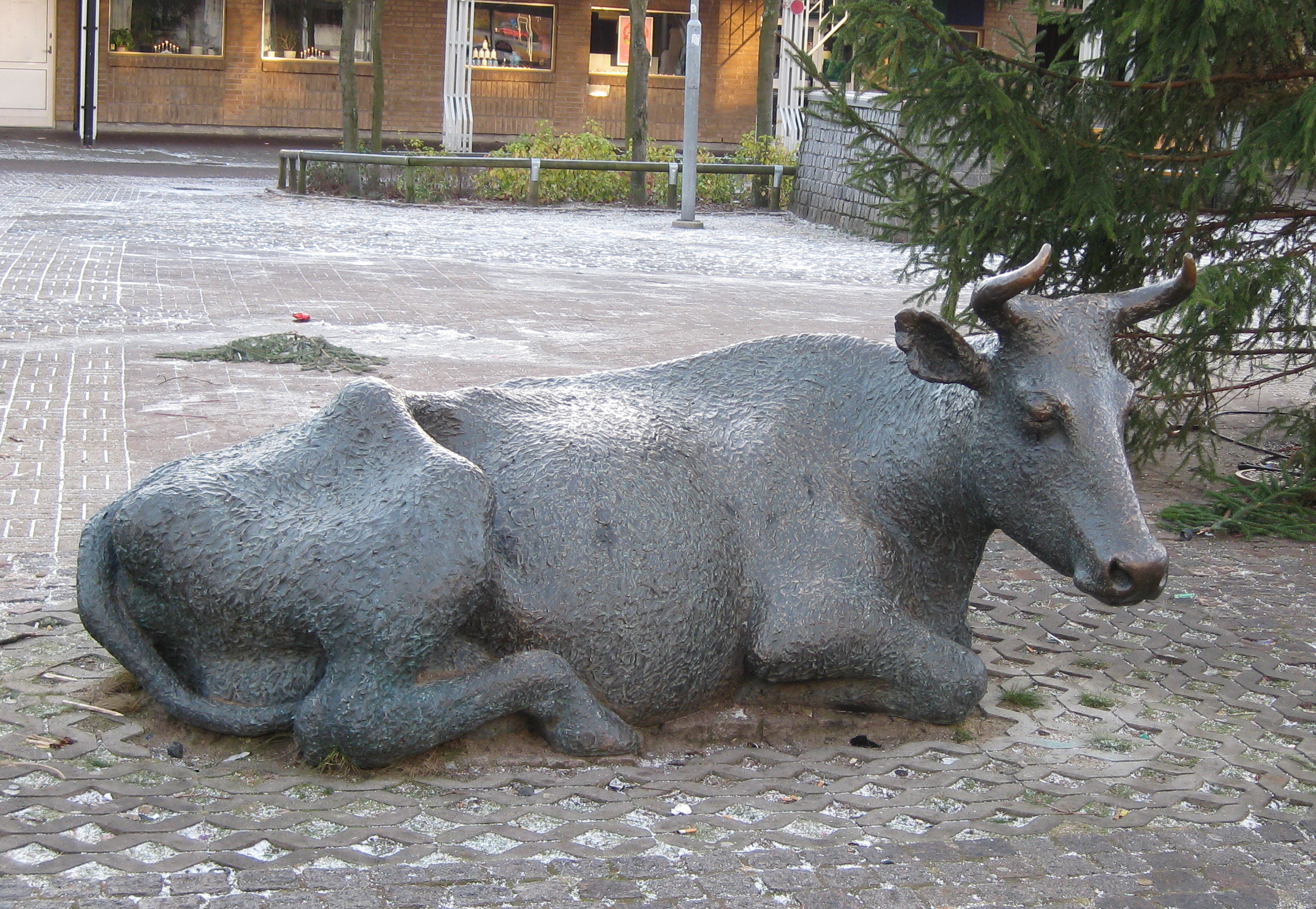
Centrum Oxie

Gmina Malmö jest położona nad cieśniną Öresund w południowo-zachodniej części prowincji historycznej (landskap) Skania. Graniczy z gminami (w kolejności od kierunku północnego):
- Burlöv
- Staffanstorp
- Svedala
- Vellinge

oraz przez cieśninę Öresund z Regionem Stołecznym na Zelandii w Danii.
Według definicji Statistiska centralbyrån (SCB) gmina zaliczana jest do obszaru metropolitalnego Malmö (Stor-Malmö; pol. „Wielkie Malmö”).

### Powierzchnia
Według danych pochodzących z 2016 r. całkowita powierzchnia gminy Malmö wynosi łącznie 158,36 km² (262. pod względem powierzchni ze wszystkich gmin Szwecji), z czego:
- 156,6 km² stanowi ląd
- 1,76 km² wody śródlądowe.

Do gminy Malmö zalicza się także 173,93 km² obszaru morskiego.

## Demografia
31 grudnia 2015 r. gmina Malmö liczyła 322 574 mieszkańców (3. pod względem zaludnienia), gęstość zaludnienia wynosiła 2059,86 mieszkańców na km² (4. pod względem gęstości zaludnienia).
Struktura demograficzna (1 listopada 2015):
| Opis                              | Ogółem     | Ogółem     | Kobiety    | Kobiety    | Mężczyźni  | Mężczyźni  |
| --------------------------------- | ---------- | ---------- | ---------- | ---------- | ---------- | ---------- |
| jednostka                         | osób       | %          | osób       | %          | osób       | %          |
| populacja                         | 321 970    | 100        | 163 387    | 50,75      | 158 583    | 49,25      |
| powierzchnia                      | 158,36 km² | 158,36 km² | 158,36 km² | 158,36 km² | 158,36 km² | 158,36 km² |
| gęstość zaludnienia (mieszk./km²) | 2056,00    | 2056,00    |            |            |            |            |

W 2015 roku imigranci zameldowani na terenie gminy Malmö reprezentowali 177 państw świata, stanowiąc 44% (102 047) ogółu mieszkańców. 32% było urodzonych poza granicami Szwecji, zaś pozostałe 12% urodziło się w Szwecji, lecz oboje rodziców urodziło się poza jej granicami. W 2015 roku liczba mieszkańców gminy urodzonych poza granicami Szwecji wzrosła o około 2300 osób.
Liczba mieszkańców gminy według kraju pochodzenia (2015):
| - Irak (11 012) - b. Jugosławia (8039) - Dania (7771) - Polska (7156) - Bośnia i Hercegowina (6271) - Liban (4168) - Iran (3642) - Syria (3331) - Afganistan (3044) - Rumunia (2384) | - Turcja (2361) - Somalia (2111) - Niemcy (1920) - Węgry (1774) - Finlandia (1581) - Pakistan (1525) - Wietnam (1455) - Macedonia (1398) - Chile (1356) - Wielka Brytania (1173) |

## Podział administracyjny gminy Malmö
Gmina Malmö w okresie od 1 stycznia 1996 r. do 30 czerwca 2013 r. była podzielona na 10 dzielnic, które z kolei dzieliły się na 134 mniejsze jednostki, tzw. delområde.
Dzielnice (stadsdelar) Malmö (lipiec 2012):
| Dzielnica          | Liczba ludności | Powierzchnia (km²) | Gęstość zaludnienia (os./km²) |  |
| Centrum            | 46 251          | 17,57              | 2633                          |  |
| Fosie              | 43 532          | 12,43              | 3502                          |  |
| Limhamn-Bunkeflo   | 42 005          | 51,47              | 816                           |  |
| Södra Innerstaden  | 34 361          | 3,02               | 11378                         |  |
| Västra Innerstaden | 32 973          | 4,65               | 7091                          |  |
| Hyllie             | 32 777          | 9,01               | 3638                          |  |
| Rosengård          | 23 537          | 3,32               | 7089                          |  |
| Husie              | 20 520          | 29,48              | 696                           |  |
| Kirseberg          | 14 874          | 6,40               | 2324                          |  |
| Oxie               | 12 378          | 23,06              | 537                           |  |

Od 1 lipca 2013 r. gmina Malmö podzielona jest na pięć terytorialnych jednostek administracyjnych (stadsområde). Nowe jednostki zastąpiły dotychczasowy podział na 10 dzielnic (stadsdel):
- dzielnice Kirseberg i Centrum zostały scalone jako stadsområde Norr
- Södra Innerstaden i Västra Innerstaden jako Innerstaden
- Limnhamn-Bunkeflo i Hyllie jako Väster
- Fosie i Oxie jako Söder
- Rosengård i Husie jako Öster[9].

Stadsområde Malmö (31 grudnia 2013):
| Stadsområde | Liczba ludności | Powierzchnia (km²) | Gęstość zaludnienia (os./km²) |  |
| Väster      | 76 830          | 60,48              | 1270                          |  |
| Innerstaden | 68 935          | 7,67               | 8988                          |  |
| Norr        | 64 006          | 23,97              | 2670                          |  |
| Söder       | 57 067          | 35,49              | 1608                          |  |
| Öster       | 44 826          | 32,80              | 1367                          |  |
| Malmö       | 312 994         |                    |                               |  |

## Miejscowości
Miejscowości (tätort) gminy Malmö (2010):
| # | Miejscowość      | Liczba ludności |
| - | ---------------- | --------------- |
| 1 | Malmö            | 270 214         |
| 2 | Oxie             | 11 493          |
| 3 | Bunkeflostrand   | 10 386          |
| 4 | Tygelsjö         | 2 710           |
| 5 | Södra Klagshamn  | 1 367           |
| 6 | Vintrie          | 670             |
| 7 | Västra Klagstorp | 279             |
| 8 | Toarp            | 219             |
| 9 | Skumparp         | 205             |

## Współpraca zagraniczna
Miasta partnerskie gminy Malmö w 2013 r. (w nawiasie data zawarcia umowy):
- Tallinn (1989)
- Szczecin (1990)
- Stralsund (1991)
- Florencja (1989)
- Vaasa (1940)
- Warna (1987)
- Tangshan (1987)
- Port Adelaide (1988)
- Królewiec (umowa specjalna)
- Prowincja Chieti (umowa specjalna; 2001)
- Newcastle (umowa specjalna; 2003)